# 圣三一堂 (布赖顿)
圣三一堂（英語：Holy Trinity Church）是一座已关闭的前圣公会教堂，位于英国城市布萊頓和霍夫的一部分，布萊頓的中心，Ship Street北段的西侧。它由布萊頓早期政治和宗教生活的重要人物，托马斯·李德·坎普建于1817年，最初是非国教徒独立教会的礼拜堂，但在坎普改宗圣公会后，1826年成为圣公会的小教堂（chapel of ease）。1847年，著名牧师弗雷德里克·威廉·罗伯逊曾在此布道6年，现在外墙悬挂蓝牌加以纪念。该教堂在20世纪信徒人数下降，最终于1984年关闭
，改为博物馆，1996年又改为美术馆。1981年被英国遗产委员会列为二级登录建筑。

## 延伸閱讀
- Carder, Timothy. . Lewes: East Sussex County Libraries. 1990. ISBN 0-86147-315-9.
- Dale, Antony. . London: Routledge. 1989. ISBN 0-415-00863-8.
- Nairn, Ian; Pevsner, Nikolaus. . Harmondsworth: Penguin Books. 1965. ISBN 0-14-071028-0.